# Euphoric Sad Songs
Euphoric Sad Songs es el miniálbum debut de la cantautora británica Raye. Fue lanzado el 20 de noviembre de 2020 a través de Polydor Records. El álbum fue apoyado por los sencillos «Love Me Again», «Secrets» con Regard, «Natalie Don't» e "Regardless" con Rudimental. Los sencillos promocionales «Please Don't Touch» y «Love of Your Life» también precedieron al lanzamiento del proyecto. El 28 de diciembre de 2020 se lanzó un EP de remezclas titulado Euphoric Sad Songs (Dance Edition).

## Lanzamiento y promoción
En una entrevista con BBC News, Raye anunció inicialmente que su quinto EP se titularía, Her Heart Beats in 4/4, y que se lanzaría más tarde ese mismo año, con el proyecto centrado en el tema de los «siete etapas del duelo». Raye reveló que ella escribió el álbum durante cada etapa de dolor y que, en última instancia, el proceso creativo había sanado su corazón roto. También se confirmó que el EP incluiría sencillos lanzados anteriormente: «Love Me Again» y «Please Don't Touch». Más tarde, el álbum sería retitulado Euphoric Sad Songs, con nueve pistas de longitud. Raye recurriría a sus redes sociales para anunciar que realizará una llamada de Zoom el 19 de noviembre de 2020. El proyecto se lanzó oficialmente el 20 de noviembre de 2020 junto con su lanzamiento. El 17 de diciembre de 2020, MTV estrenó un mini documental que se centra principalmente en el proceso y la creación del álbum.

## Lista de canciones
| Euphoric Sad Songs |                               |                                                                                      |                                   |          |  |
| N.º                | Título                        | Escritor(es)                                                                         | Productor(es)                     | Duración |  |
| 1.                 | «Love Me Again»               | Rachel Keen y Janée Bennett                                                          | Fred Ball                         | 3:18     |  |
| 2.                 | «Change Your Mind»            | Keen, Isabella Sjostrand y Anton Goransson                                           | Goransson                         | 4:00     |  |
| 3.                 | «Regardless» (con Rudimental) | Keen, Nadia Ali y Markus Moser                                                       | Punctual, Rudimental y Mark Ralph | 3:17     |  |
| 4.                 | «Secrets» (con Regard)        | Keen, Dardan Aliu, John Hill, Jordan Asher Cruz, Kennedi Lykken y Stephen Feigenbaum | Regard, Hill y Johan Lenox        | 2:57     |  |
| 5.                 | «Natalie Don't»               | Keen, Hill y John Blanda                                                             | Hill y Blanda                     | 3:14     |  |
| 6.                 | «All Dressed Up»              | Keen, Thomas Barnes, Peter Kelleher y Benjamin Kohn                                  | TMS y Paul Keen                   | 4:02     |  |
| 7.                 | «Please Don't Touch»          | Keen, Camille Purcell y Fraser Thorneycroft-Smith                                    | Fraser T Smith                    | 3:39     |  |
| 8.                 | «Walk on By»                  | Keen, Sjostrand y Goransson                                                          | Goransson                         | 3:23     |  |
| 9.                 | «Love of Your Life»           | Keen, Sjostrand y Goransson                                                          | Goransson                         | 3:16     |  |
| 31:12              |                               |                                                                                      |                                   |          |  |

## Euphoric Sad Songs (Dance Edition)
Euphoric Sad Songs (Dance Edition) es el EP de remezclas debut y el quinto EP en general de Raye. Fue lanzado el 28 de diciembre de 2020 a través de Polydor Records sin previo aviso. Incluye «Regardless» y 3 remezclas de pistas del miniálbum. Posteriormente se lanzó una reedición del EP en 2021 e incluye 2 nuevas remezclas de «Love of Your Life», así como 3 nuevas remezclas de «Regardless».

### Lista de canciones
| Euphoric Sad Songs (Dance Edition) – Edición estándar |                                                 |                                       |                           |          |  |
| N.º                                                   | Título                                          | Escritor(es)                          | Productor(es)             | Duración |  |
| 1.                                                    | «Regardless» (junto con Rudimental)             | Keen                                  | Punctual Rudimental Ralph | 3:17     |  |
| 2.                                                    | «Love of Your Life» (Remezcla de Joel Corry)    | Keen Goransson Sjostrand              | Goransson Joel Corry      | 2:58     |  |
| 3.                                                    | «Natalie Don't» (Remezcla de Punctual)          | Keen Blanda Hill                      | Blanda Hill Punctual      | 4:16     |  |
| 4.                                                    | «Secrets» (Remezcla de MOTi) (junto con Regard) | Keen Aliu Cruz Feigenbaum Hill Lykken | Regard Hill Lenox MOTi    | 2:35     |  |
| 13:07                                                 |                                                 |                                       |                           |          |  |

| Euphoric Sad Songs (Dance Edition) – Reedición de 2021 |                                                 |                                       |                                        |          |  |
| N.º                                                    | Título                                          | Escritor(es)                          | Productor(es)                          | Duración |  |
| 1.                                                     | «Regardless» (junto con Rudimental)             | Keen                                  | Punctual Rudimental Ralph              | 3:17     |  |
| 2.                                                     | «Regardless» (Remezcla de Hannah Wants)         | Keen                                  | Hannah Wants Punctual Rudimental Ralph | 3:27     |  |
| 3.                                                     | «Regardless» (Remezcla de Liu)                  | Keen                                  | Liu Punctual Rudimental Ralph          | 3:37     |  |
| 4.                                                     | «Regardless» (Remezcla de Bhaskar)              | Keen                                  | Bhaskar Punctual Rudimental Ralph      | 3:34     |  |
| 5.                                                     | «Love of Your Life» (Remezcla de DES3ETT)       | Keen Goransson Sjostrand              | Goransson DES3ETT                      | 3:02     |  |
| 6.                                                     | «Love of Your Life» (Remezcla de Farfetch'd)    | Keen Goransson Sjostrand              | Goransson Farfetch'd                   | 3:42     |  |
| 7.                                                     | «Love of Your Life»                             | Keen Goransson Sjostrand              | Goransson Joel Corry                   | 2:58     |  |
| 8.                                                     | «Natalie Don't» (Remezcla de Punctual)          | Keen Blanda Hill                      | Blanda Hill Punctual                   | 4:16     |  |
| 9.                                                     | «Secrets» (Remezcla de MOTi) (junto con Regard) | Keen Aliu Cruz Feigenbaum Hill Lykken | Regard Hill Lenox MOTi                 | 2:35     |  |
| 13:07                                                  |                                                 |                                       |                                        |          |  |